# Isah Mohammad
Isah Adam Mohammad (* 22. April 1987) ist ein nigerianischer Taekwondoin. Er startet in der Gewichtsklasse bis 68 Kilogramm.
Mohammad nahm an den Olympischen Spielen 2008 in Peking teil. Im Auftaktkampf der Klasse bis 68 Kilogramm schlug er Idulio Islas, schied jedoch im Viertelfinale gegen Peter López aus und belegte im Endklassement Rang neun. Beim afrikanischen Olympiaqualifikationsturnier 2012 in Kairo erreichte er in der Klasse bis 68 Kilogramm das Finale gegen David Boui und qualifizierte sich für seine zweiten Olympischen Spiele 2012 in London.